# ZK 140
ZK 140 – magnetofon produkowany przez Zakłady Radiowe Kasprzaka w I połowie lat 70., monofoniczny, lampowy (ECC83, ECL86 oraz EM84 jako wskaźnik wysterowania), czterościeżkowy, jednoprędkościowy (prędkość przesuwu taśmy 9,53 cm/s), klasy popularnej. Maksymalna średnica szpuli – 15 cm. Umożliwiał zapis z różnego rodzaju źródeł (od kilku mV w przypadku mikrofonu do ok. 0,4 V; po przekroczeniu tej wartości dochodzi zazwyczaj do przesterowania pierwszego stopnia wzmacniacza zapisu).

## Inne modele
- ZK 120
- ZK 120T
- ZK 125
- ZK 140T
- ZK 145